# I Piknik Spadochronowy Gliwice 2004
I Piknik Spadochronowy Gliwice 2004 – połączony z dwubojem spadochronowym odbył się 11-12 września 2004 roku. Zawody zorganizowane zostały przez N.G.S Sky Gang oraz Aeroklub Gliwicki – sekcję spadochronową Aeroklubu Gliwickiego. Do dyspozycji skoczków był samolot An-2 SP-AOI.
Zawody rozegrano w pięciu kategoriach:
- Klasyfikacja wyścig rowerowy
- Klasyfikacja indywidualna spadochrony klasyczne – celność lądowania
- Klasyfikacja indywidualna spadochrony szybkie – celność lądowania
- Klasyfikacja dwubój – spadochrony klasyczne
- Klasyfikacja dwubój – Spadochrony szybkie

Źródło: 

## Medaliści
Medalistów Spadochronowych Mistrzostw Śląska 2004 podano za: Jan Isielenis: Archiwum Sekcji Spadochronowej Aeroklubu Gliwickiego. 2004. Brak numerów stron w książce
| Konkurencja                                   | Złoto                             | Srebro                            | Brąz              |
| Indywidualnie – wyścig rowerowy               | Grzegorz Nawrocki                 | Krzysztof Martińczak              | Piotr Budzyna     |
| Indywidualnie celność - spadochrony klasyczne | Piotr Królak Krzysztof Martińczak | Piotr Królak Krzysztof Martińczak | Grzegorz Nawrocki |
| Indywidualnie celność – spadochrony szybkie   | Tomasz Michalski                  | Rafał Skóra                       | Rafał Drobisz     |
| Indywidualnie dwubój – spadochrony klasyczne  | Krzysztof Martińczak              | Grzegorz Nawrocki                 | Piotr Królak      |
| Indywidualnie dwubój – spadochrony szybkie    | Tomasz Michalski                  | Rafał Drobisz                     | Rafał Skóra       |

## Wyniki zawodów
Wyniki Spadochronowych Mistrzostw Śląska 2004 podano za: Jan Isielenis: Archiwum Sekcji Spadochronowej Aeroklubu Gliwickiego. 2004. Brak numerów stron w książce
W zawodach wzięło udział 11 zawodników  Polska.
- Klasyfikacja wyścig rowerowy: I miejsce – Grzegorz Nawrocki, II miejsce – Krzysztof Martińczak, III miejsce – Piotr Budzyna, IV miejsce – Tomasz Michalski, V Miejsce – Piotr Królak, VI miejsce – Irena Paczek, VII miejsce – Rafał Drobisz, VIII miejsce – Marcin Stencel, IX miejsce – Waldemar Zygała, X miejsce – Iwona Majewska, XI miejsce – Rafał Skóra[a].

- Klasyfikacja indywidualna spadochrony klasyczne (celność lądowania): I miejsce – Piotr Królak (0,00 Gliwice), I miejsce – Krzysztof Martińczak (0,00 Kraków), III miejsce – Grzegorz Nawrocki (4,01 Warszawa), IV miejsce – Piotr Budzyna (7,66 Gliwice), V miejsce – Irena Paczek (17,48), VI miejsce – Marcin Stencel (41,75 Gliwice).

- Klasyfikacja indywidualna spadochrony szybkie (celność lądowania): I miejsce – Tomasz Michalski (11,71 Gliwice), II miejsce – Rafał Skóra (11,93 Kraków), III miejsce – Rafał Drobisz (26,79 Gliwice), IV miejsce – Iwona Majewska (26,79 Gliwice), - miejsce – Waldemar Zygała (- Gliwice).

- Klasyfikacja dwubój (spadochrony klasyczne): I miejsce – Krzysztof Martińczak (3 pkt Kraków), II miejsce – Grzegorz Nawrocki (4 pkt Warszawa), III miejsce – Piotr Królak (6 pkt Gliwice), IV miejsce – Piotr Budzyna (7 pkt Gliwice), V miejsce – Irena Paczek (11 pkt), VI miejsce – Marcin Stencel (pkt 14 Gliwice)[b].

- Klasyfikacja dwubój (spadochrony szybkie): I miejsce – Tomasz Michalski (5 pkt Gliwice), II miejsce – Rafał Drobisz (10 pkt Gliwice), III miejsce – Rafał Skóra (13 pkt Kraków), IV miejsce – Iwona Majewska (14 pkt Gliwice)[c].